# Jan XII.
Jan XII. (asi 937, Řím – 14. května 964, Řím), vlastním jménem Oktavián, kníže tuskulský, byl papežem v období od 16. prosince 955 do roku 963 (resp. do své smrti roku 964).

## Život
Narodil se v Římě jako syn Albericha II. ze Spoleta, faktického vládce Říma a člena mocné rodiny Tuskulů, která ovládala papežskou politiku více než jedno půlstoletí. Papežem se stal sotva osmnáctiletý, jedná se tedy o jednoho z nejmladších papežů v historii. V roce 960 se dostal do konfliktu s mocnými Langobardy na jihu Itálie. Ve snaze získat si spojence hledal pomoc u německého krále Oty I. a korunoval jej za císaře. Posléze se však znelíbil i Otovi I., který se jej pokusil svrhnout. V průběhu tohoto pokusu o svržení papež Jan XII. nakonec předčasně zemřel.

## Úpadek papežské autority
Byl obviňován ze sexuální nevázanosti a z toho, že „proměnil Vatikán ve veřejný dům“. Byl dokonce i na svou dobu natolik krutý, že Římané usilovali o jeho krev. Dopustil se incestu s vlastní matkou, v lateránském paláci provozoval harém, hrál hazardní hry s penězi vybranými od poutníků, své milostnice odměňoval zlatými kalichy, které pocházely z baziliky sv. Petra a znásilňoval ženy přímo v kostele sv. Jana Lateránského. Vydrancoval baziliku sv. Petra a před rozhořčenými Římany prchl do Tivoli. Nakonec byl souzen za to, že si za vysvěcení na kněze nechal platit, oslepil svého duchovního rádce, vykastroval kardinála (a přivodil tak jeho smrt) a byl obviněn z vraždy, křivé přísahy, svatokrádeže, krvesmilstva se svými příbuznými a z toho, že vzýval démony. Po návratu z exilu nechal všechny své nepřátele bez lítosti popravit. V roce 963 jej synod zbavil moci a zvolil papežem Lva VIII. Legenda praví, že zemřel při cizoložství na mozkovou mrtvici, podle jiných pramenů měl být zabit manželem ženy, kterou svedl.
Historici po jeho smrti ironicky napsali: „Po dlouhé době zemřel zase jeden papež v posteli, bohužel ne ve své vlastní.“
Byl posledním papežem období pornokracie. Jeho pozdější portrét byl namalován podle fantasie umělce, protože zemřel, nebo byl zavražděn ve věku 27 let.

## Odkazy

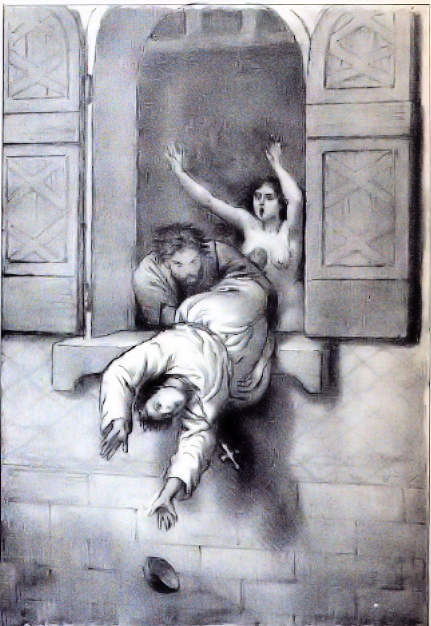
Smrt papeže Jana XII.

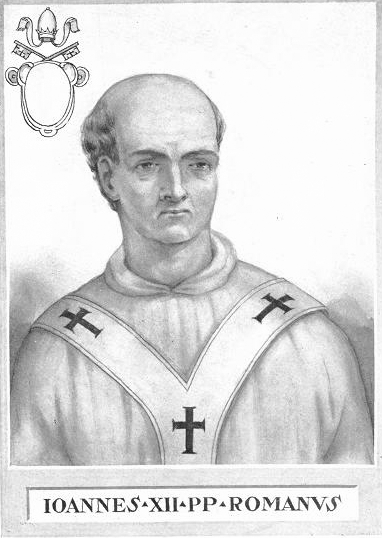
Ilustrace zobrazující papeže Jana XII.